# Marstalsgade
Marstalsgade er en gade beliggende på indre Østerbro mellem Hobrogade og Østbanegade, opdelt af Strandboulevarden ca. midtpå. Marstalsgade er ca. 450 meter lang.

## Gadens historie
Gaden fik sit navn i 1899 efter Ærøs største by, Marstal, og tilhører gruppen af gader med navn efter større danske byer.
Gennem årene har der boet mange forskellige mennesker i Marstalsgade. I 1911 var der fx i nr. 29 en hørkræmmer Andresen, i nr. 40 var der en cigarhandler C.V. Hansen. Kongelig kammertjener J.C. Henckel boede i nr. 7 og H. Christoffersen, der var nattevagt, boede i nr. 24.
I halvtredserne var der en købmand, Mary Schønemann Paul, i nr. 39. Østerbros Kakkelovnsforretning ved Asbjørn Reichert var at finde i nr. 33 og i nr. 4 holdt Kommunale Gartneres Klub og D.U.I til, bestyret af Anker Sørensen, gartner.
Nr. 6 husede urmager Christian Lund, J.E. Hansen havde et renseri i nr. 8. Skomager Felix Funder havde til huse i nr. 10 og P.M. Nielsen bestyrede parfumeriet Peruin i nr. 22.
I nr. 26 boede G. Ottosen, tillidskvinde (som hun kaldte sig Kraks i vejviser).

## Nævneværdige bygninger i gaden
Nr. 38 og 40 er fra 1907 og har en fin oval jugendstil platte øverst ved trappeopgangen: JN og ON står der.
Nr. 28-36 er fra 1902, har muslingskallefrontoner og et såkaldt københavnertag.
Nr. 29-35 er fra 1903. Bygningen giver et varmt indtryk ved de røde mursten og den orange pudsede stueetage. Bemærk de spændende runde trappevinduer der næsten ligner en målskive.
Nr. 49-55 er fra 1902 og er opført i gule sten i kopforbandt. Se tandsnittet under taget og nr. 55’s usædvanlige og høje kælder.
Nr. 27 fra 1905 har moderne mande- og kvindehoveder som stuk, akkurat som en næsten samtidig bygning i Nannasgade 11.
Nr. 19- 25 fra 1902. Afdæmpet nationalromantisk formsprog med vælsk gavlkvist, røde mursten og hvide dannebrogsvinduer. Bemærk at den fine krans om husnumre i 23 og 25 er malet grøn.
Nr. 22 fra 1898 er domineret af det store skilt med ”Glarmester O. Weinell og Søn I/S”. I dag er butikken lager for glarmesteren der kan træffes i Nordre Frihavnsgade 75.
Nr. 6 fra 1900 har en del træer, hele fire styks lige op ad huset, hvilket giver et dejligt grønt præg.